# Prêmio Craque do Brasileirão
Der Prêmio Craque do Brasileirão (deutsch in etwa Preis für die Asse der Brasilianischen Meisterschaft) ist eine Veranstaltung, die seit 2005 in Partnerschaft zwischen dem Brasilianischen Fußballverband und dem Fernsehsender Rede Globo bei der alljährlich an herausragende Persönlichkeiten des brasilianischen Fußballs Preise vergeben werden. Der begehrteste individuelle Preis ist der des besten Spielers. Die Auszeichnung hier ist vergleichbar mit der eines Fußballers des Jahres, steht aber als solches in Konkurrenz zur seit 1973 von der Fachzeitschrift Placar vergebenen Bola de Ouro.

## Hintergrund

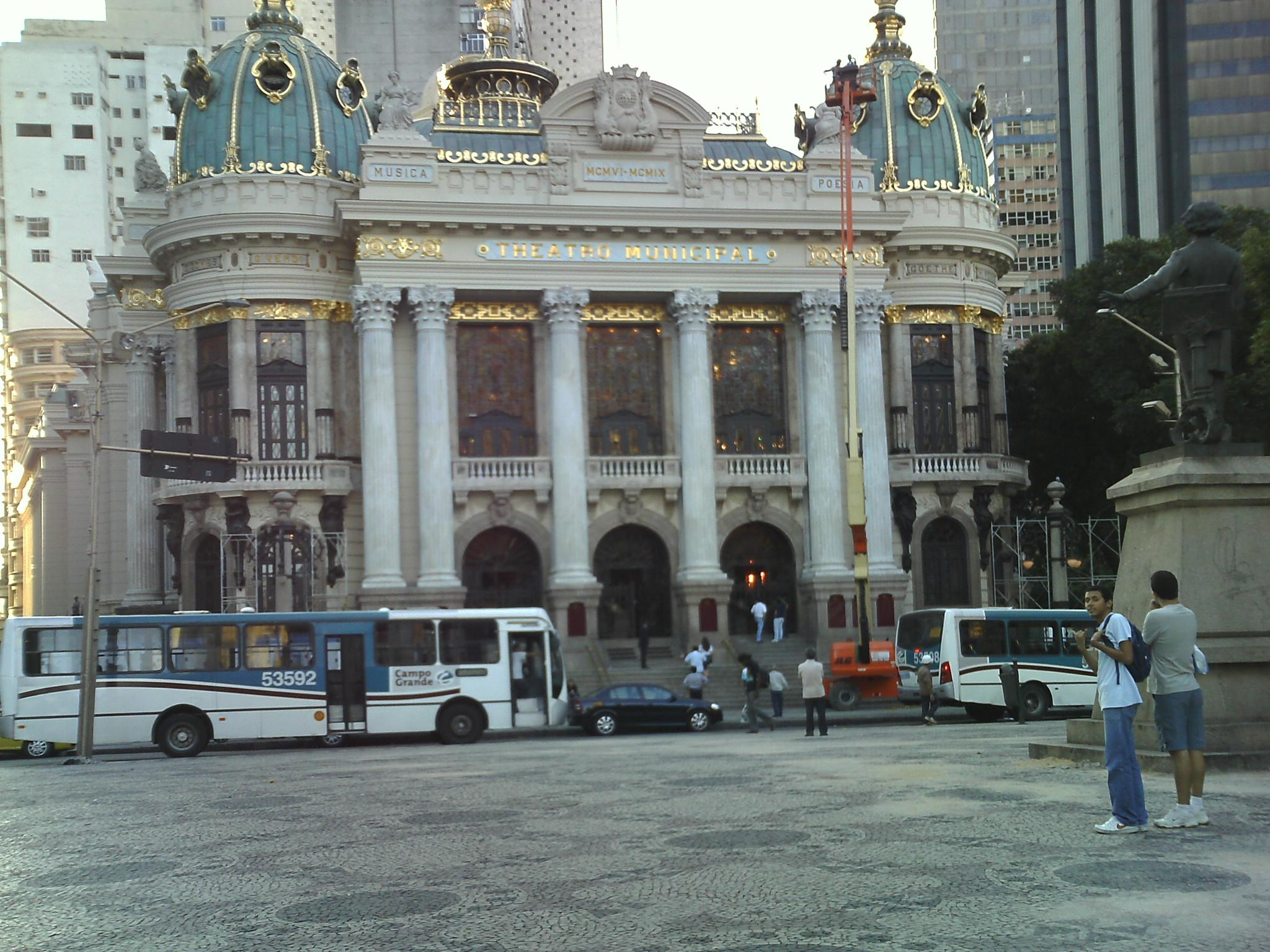
Theatro Municipal do Rio de Janeiro, Ort der Preisverleihung von 2005 bis 2007 sowie 2010

Preise gibt es in verschiedenen Kategorien und die Preisverteilung erfolgt am Montag nach dem letzten Spieltag der Série A. Bei dieser Gelegenheit wird auch die Meisterschaftstrophäe offiziell übergeben. Weitere individuelle Auszeichnungen neben der des besten Spielers erhalten der Torschützenkönig der Saison, der beste Trainer und der beste Schiedsrichter. Zudem werden herausragende Leistungen in der Vergangenheit in der Form einer Hommage gewürdigt. 2006 wurde die zusätzliche Wahl eines Spielers des Jahres durch Fans über das Internet eingeführt. Im Jahr darauf wurde erstmals ein Preis für die Entdeckung des Jahres und die besten Fans vergeben.
Mit Ausnahme des Fan-Preises werden die Besten durch ein Gremium von gegenwärtigen und früheren Spielern, Trainern und Journalisten erkoren. Die jeweils ersten drei werden mit Trophäen in Bronze, Silber und Gold bedacht.

## Geschichte
Die Präsentation erfolgte von 2005 bis 2010 im Theatro Municipal do Rio de Janeiro – mit Ausnahme der Jahre 2008 und 2009, als es wegen Restaurierung nicht zur Verfügung stand und daher das Vivo Rio im Flamengo Park Verwendung fand – und live vom Globo-Bezahlfernseh-Ableger SporTV übertragen. 2011 wurde der Preis in dem von Oscar Niemeyer entworfenen Auditório Ibirapuera in São Paulo verliehen. Danach wechselte der Austragungsort mehrmals, blieb aber stets entweder in São Paulo oder Rio de Janeiro. Seit 2015 findet die Verleihung im Hauptsitz des brasilianischen Fußballverbandes CBF in Barra da Tijuca, einem Stadtteil Rio de Janeiros statt.
Die Verleihung für das Jahr 2023 wurde vom CBF mit der Begründung verschoben, dass die Série A 2023 spät endete und die Spieler ihre Urlaube nicht unterbrechen sollten. Vermutet wurden aber auch Querelen innerhalb des Verbandes. Deren Präsident war direkt nach Abschluss der Meisterschaft von einem Gericht seines Amtes enthoben worden. Die Ankündigung des Verbandes die Verleihung vor der Austragung Série A 2024 vorzunehmen, wurde nicht befolgt. Dieses obwohl die Abstimmungen am 8. Dezember 2023 abgeschlossen wurde.

## Auszeichnungen Herren

### Spieler, Trainer, Schiedsrichter, Fans und Hommagen

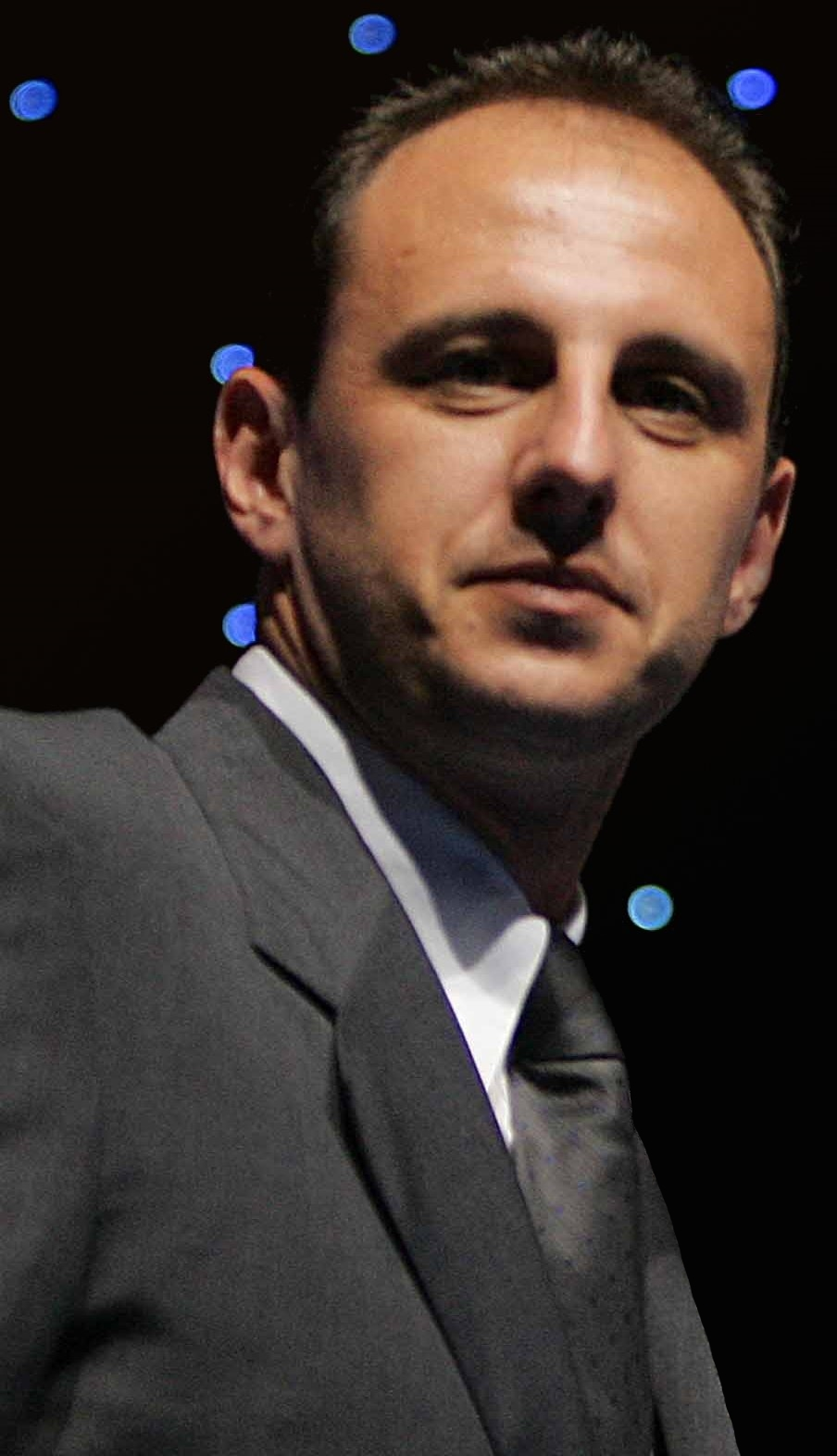
Rogério Ceni, mehrmaliger Preisträger

|      | Bester Spieler               | Wahl der Fans                  | Entdeckung des Jahres           | Bester Trainer                    | Bester Schiedsrichter   |
| 2005 | Carlos Tévez (Corinthians)   | —                              | —                               | Muricy Ramalho (SC Internacional) | Leonardo Gaciba         |
| 2006 | Rogério Ceni (FC São Paulo)  | Renato Abreu (CR Flamengo)     | —                               | Muricy Ramalho (FC São Paulo)     | Leonardo Gaciba         |
| 2007 | Rogério Ceni (FC São Paulo)  | Rogério Ceni (FC São Paulo)    | Breno (FC São Paulo)            | Muricy Ramalho (FC São Paulo)     | Leonardo Gaciba         |
| 2008 | Hernanes (FC São Paulo)      | Thiago Silva (Fluminense FC)   | Keirrison (Coritiba FC)         | Muricy Ramalho (FC São Paulo)     | Leonardo Gaciba         |
| 2009 | Diego Souza (SE Palmeiras)   | Darío Conca (Fluminense FC)    | Fernandinho (Grêmio Barueri)    | Andrade (CR Flamengo)             | Héber Lopes             |
| 2010 | Darío Conca (Fluminense FC)  | Darío Conca (Fluminense FC)    | Bruno César (Corinthians)       | Muricy Ramalho (Fluminense FC)    | Sandro Meira Ricci      |
| 2011 | Neymar (FC Santos)           | Dedé (CR Vasco da Gama)        | Wellington Nem (Figueirense FC) | Ricardo Gomes (CR Vasco da Gama)  | Leandro Vuaden          |
| 2012 | Fred (Fluminense FC)         | Ronaldinho (Atlético Mineiro)  | Bernard (Atlético Mineiro)      | Abel Braga (Fluminense FC)        | Nielson Nogueira Dias   |
| 2013 | Éverton Ribeiro (Cruzeiro)   | Hernane Brocador (CR Flamengo) | Marcelo (Atletico Paranaense)   | Marcelo Oliveira (Cruzeiro)       | Paulo César de Oliveira |
| 2014 | Éverton Ribeiro (Cruzeiro)   | Rogério Ceni (FC São Paulo)    | Erik Lima (Goiás EC)            | Marcelo Oliveira (Cruzeiro)       | Ricardo Marques Ribeiro |
| 2015 | Renato Augusto (Corinthians) | Nenê (Vasco da Gama)           | Gabriel Jesus (Palmeiras)       | Tite (Corinthians)                | Anderson Daronco        |
| 2016 | Gabriel Jesus (Palmeiras)    | Danilo (Chapecoense)           | Vitor Bueno (FC Santos)         | Cuca (Palmeiras)                  | Raphael Claus           |
| 2017 | Jô (Corinthians)             | Hernanes (FC São Paulo)        | Arthur (Grêmio FBPA)            | Fábio Carille (Corinthians)       | Raphael Claus           |
| 2018 | Dudu (Palmeiras)             | Gustavo Cuéllar (CR Flamengo)  | Pedro (Fluminense FC)           | Luiz Felipe Scolari (Palmeiras)   | Raphael Claus           |
| 2019 | Bruno Henrique (CR Flamengo) | Éverton Ribeiro (CR Flamengo)  | Michael (Goiás EC)              | Jorge Jesus (CR Flamengo)         | Wilton Sampaio          |
| 2020 | Claudinho (RB Bragantino)    | Gabriel Barbosa (CR Flamengo)  | Claudinho (RB Bragantino)       | Abel Braga (SC Internacional)     | Leandro Pedro Vuaden    |
| 2021 | Hulk (Atlético Mineiro)      | Michael (CR Flamengo)          | André Trindade (Fluminense FC)  | Alexi Stival (Atlético Mineiro)   | Bruno Arleu             |
| 2022 | Gustavo Scarpa (Palmeiras)   | Germán Cano (Fluminense FC)    | Endrick (Palmeiras)             | Abel Ferreira (Palmeiras)         | —                       |
| 2023 | —                            | —                              | —                               | —                                 | —                       |
| 2024 | Luiz Henrique (Botafogo)     | Rodrigo Garro (Corinthians)    | Estêvão (Palmeiras)             | Artur Jorge (Botafogo)            | —                       |

|      | Beste Fans                        |
| 2005 | —                                 |
| 2006 | —                                 |
| 2007 | CR Flamengo (Série A)             |
| 2008 | SC Corinthians Paulista (Série B) |
| 2009 | CR Flamengo (Série A)             |
| 2010 | EC Bahia (Série B)                |
| 2011 | SC Corinthians Paulista (Série A) |

|      | Hommagen                         |
| 2005 | Mário Zagallo                    |
| 2006 | Djalma Santos                    |
| 2007 | Nílton Santos; Romário           |
| 2008 | —                                |
| 2009 | —                                |
| 2010 | Ronaldo                          |
| 2011 | Rogério Ceni                     |
| 2012 | —                                |
| 2013 | —                                |
| 2014 | —                                |
| 2015 | —                                |
| 2016 | —                                |
| 2017 | —                                |
| 2018 | Marta                            |
| 2019 | —                                |
| 2020 | Marivaldo (Fan von Sport Recife) |

|      | Fair Play Preis       |
| 2005 | —                     |
| 2006 | —                     |
| 2007 | —                     |
| 2008 | —                     |
| 2009 | —                     |
| 2010 | —                     |
| 2011 | —                     |
| 2012 | —                     |
| 2013 | EC Vitória            |
| 2014 | Atletico Paranaense   |
| 2015 | —                     |
| 2016 | —                     |
| 2017 | —                     |
| 2018 | —                     |
| 2019 | Corinthians São Paulo |
| 2020 | Atlético Mineiro      |
| 2021 | Corinthians São Paulo |
| 2022 | —                     |
| 2023 | —                     |
| 2024 | EC Bahia              |

### Auswahl des Jahres (Herren)
Auswahl der besten Erstligaspieler in den jeweiligen Positionen der jeweiligen Saison.
| Saison | Kategorie             | Kategorie                                                                            | Kategorie                                                                                   | Kategorie                                    |
| Saison | Tormann               | Abwehr                                                                               | Mittelfeld                                                                                  | Sturm                                        |
| ------ | --------------------- | ------------------------------------------------------------------------------------ | ------------------------------------------------------------------------------------------- | -------------------------------------------- |
| 2005   | Fábio Costa (COR)     | Gabriel (FLU) Carlos Gamarra (PAL) Diego Lugano (SÃO) Gustavo Nery (COR)             | Tinga (INT) Marcelo Mattos (COR) Dejan Petković (FLU) Roger (COR)                           | Carlos Tévez (COR) Rafael Sóbis (INT)        |
| 2006   | Rogério Ceni (SÃO)    | Souza (SÃO) Fabão (SÃO) Fabiano Eller (INT) Marcelo (FLU)                            | Mineiro (SÃO) Lucas (GRE) Renato Abreu (FLA) Zé Roberto (BOT)                               | Souza (GOI) Fernandão (INT)                  |
| 2007   | Rogério Ceni (SÃO)    | Léo Moura (FLA) Breno (SÃO) Miranda (SÃO) Kléber (SAN)                               | Hernanes (SÃO) Richarlyson (SÃO) Ibson (FLA) Jorge Valdivia (PAL)                           | Beto Acosta (NAU) Josiel (PAR)               |
| 2008   | Victor (GRE)          | Léo Moura (FLA) Thiago Silva (FLU) Miranda (SÃO) Juan (FLA)                          | Hernanes (SÃO) Ramires (CRU) Diego Souza (PAL) Alex (INT)                                   | Alex Mineiro (PAL) Kléber Pereira (SAN)      |
| 2009   | Victor (GRE)          | Jonathan (CRU) André Dias (SÃO) Miranda (SAO) Júlio César (GOI)                      | Hernanes (SÃO) Guiñazú (INT) Dejan Petković (FLA) Diego Souza (PAL)                         | Diego Tardelli (ATM) Adriano (FLA)           |
| 2010   | Fábio (CRU)           | Mariano (FLU) Dedé (VAS) Miranda (SÃO) Roberto Carlos (COR)                          | Jucilei (COR) Elias (COR) Montíllo (CRU) Darío Conca (FLU)                                  | Neymar (SAN) Jonas (GRE)                     |
| 2011   | Jefferson (BOT)       | Fagner (VAS) Dedé (VAS) Réver (ATM) Bruno Cortez (BOT)                               | Paulinho (COR) Ralf (COR) Diego Souza (VAS) Ronaldinho (FLA)                                | Neymar (SAN) Fred (FLU)                      |
| 2012   | Diego Cavalieri (FLU) | Marcos Rocha (ATM) Leonardo Silva (ATM) Réver (ATM) Carlinhos (FLU)                  | Paulinho (COR) Jean (FLU) Ronaldinho (ATM) Lucas Moura (SÃO)                                | Neymar (SAN) Fred (FLU)                      |
| 2013   | Fábio (CRU)           | Marcos Rocha (ATM) Dedé (CRU) Manoel (CAP) Alex Telles (GRE)                         | Nilton (CRU) Elias (FLA) Éverton Ribeiro (CRU) Paulo Baier (CAP)                            | Walter (GOI) Éderson (CAP)                   |
| 2014   | Jefferson (BOT)       | Marcos Rocha (ATM) Dedé (CRU) Gil (COR) Egídio (CRU)                                 | Lucas Silva (CRU) Souza (SÃO) Éverton Ribeiro (CRU) Ricardo Goulart (CRU)                   | Diego Tardelli (ATM) Paolo Guerrero (COR)    |
| 2015   | Cássio Ramos (COR)    | Marcos Rocha (ATM) Jemerson (ATM) Gil (COR) Douglas Santos (ATM)                     | Rafael Carioca (ATM) Elias (COR) Jádson (COR) Renato Augusto (COR)                          | Ricardo Oliveira (SAN) Luan Vieira (GRE)     |
| 2016   | Jaílson (PAL)         | Jean (PAL) Yerry Mina (PAL) Pedro Geromel (GRE) Jorge (FLA)                          | Moisés (PAL) Tchê Tchê (PAL) Diego (FLA)                                                    | Gabriel Jesus (PAL) Robinho (AMG) Dudu (PAL) |
| 2017   | Vanderlei (SAN)       | Fagner (COR) Pedro Geromel (GRE) Fabián Balbuena (COR) Guilherme Arana (COR)         | Bruno Silva (BOT) Arthur (GRE) Hernanes (SÃO) Thiago Neves (CRU)                            | Henrique Dourado (FLU) Jô (COR)              |
| 2018   | Marcelo Lomba (INT)   | Mayke (PAL) Víctor Cuesta (INT) Pedro Geromel (GRE) Renê (FLA)                       | Rodrigo Dourado (INT) Bruno Henrique (PAL) Lucas Paquetá (FLA) Giorgian De Arrascaeta (CRU) | Dudu (PAL) Gabriel Barbosa (SAN)             |
| 2019   | Santos (CAP)          | Rafinha (FLA) Rodrigo Caio (FLA) Pablo Marí (FLA) Filipe Luís (FLA)                  | Bruno Guimarães (CAP) Gerson (FLA) Éverton Ribeiro (FLA) Giorgian De Arrascaeta (FLA)       | Bruno Henrique (FLA) Gabriel Barbosa (FLA)   |
| 2020   | Wéverton (PAL)        | Fagner (COR) Gustavo Gómez (PAL) Víctor Cuesta (INT) Guilherme Arana (ATM)           | Gerson (FLA) Edenílson (INT) Claudinho (RBB) Vina (CEA)                                     | Gabriel Barbosa (FLA) Marinho (SAN)          |
| 2021   | Wéverton (PAL)        | Yago Pikachu (FOR) Gustavo Gómez (PAL) Júnior Alonso (ATM) Guilherme Arana (ATM)     | Jair (ATM) Edenílson (INT) Ignacio Fernández (ATM) Raphael Veiga (PAL)                      | Michael (FLA) Hulk (ATM)                     |
| 2022   | Wéverton (PAL)        | Marcos Rocha (PAL) Gustavo Gómez (PAL) Murilo Cerqueira (PAL) Joaquín Piquerez (PAL) | André (FLU) João Gomes (FLA) Gustavo Scarpa (PAL) Giorgian De Arrascaeta (FLA)              | Germán Cano (FLU) Pedro Raul (GOI)           |
| 2023   | —                     | —                                                                                    | —                                                                                           | —                                            |
| 2024   | John Victor (BOT)     | Wesley França (FLA) Alexander Barboza (BOT) Bastos (BOT) Alexandro Bernabei (INT)    | Gerson (FLA) Marlon Freitas (BOT) Rodrigo Garro (COR) Alan Patrick (INT)                    | Luiz Henrique (BOT) Estêvão (PAL)            |

## Auszeichnungen Frauen

### Individuell
|      | Beste Spielerin              | Entdeckung des Jahres              | Wahl der Fans      | Schönstes Tor         | Bester Trainer                 |
| 2018 | Adriana (Corinthians)        | Kerolin (AA Ponte Preta)           | —                  | —                     | Arthur Elias (Corinthians)     |
| 2019 | Millene (Corinthians)        | Victória Albuquerque (Corinthians) | Larissa (Flamengo) | Tamires (Corinthians) | Tatiele Silveira (Ferroviária) |
| 2020 | Gabi Zanotti (Corinthians)   | Jaqueline Ribeiro (São Paulo)      | Larissa (Flamengo) | Tamires (Corinthians) | Arthur Elias (Corinthians)     |
| 2021 | Bia Zaneratto (Palmeiras)    | Rafaela Levis (Grêmio FBPA)        | Rayanne (Flamengo) | Jayanne (Flamengo)    | Arthur Elias (Corinthians)     |
| 2022 | Duda Sampaio (Internacional) | Aline Gomes (Ferroviária)          | —                  | —                     | Arthur Elias (Corinthians)     |

### Auswahl des Jahres (Frauen)
|      | Spieler |
| 2018 | Bárbara (AEK) – Maurine (SAN) – Tayla (SAN) – Antonia (GOA) – Yasmim (COR) – Brena Carolina (SAN) – Djenifer Becker (IRA) – Gabi Zanotti (COR) – Adriana (COR) – Danyelle Helena (FLA) – Lelé (RPR)                    |
| 2019 | Luciana Maria Dionizio (FER) – Fabiana (INT) – Érika (COR) – Pardal (COR) – Tamires (COR) – Aline Milene (FER) – Maglia (FER) – Gabi Zanotti (COR) – Victória Albuquerque (COR) – Millene (COR) – Glaucia Suelen (SAN) |
| 2020 | Letícia Busatto (COR) – Bruna Calderan (AEK) – Érika (COR) – Agustina (PAL) – Tamires (COR) – Andressinha (COR) – Duda Santos (AEK) – Gabi Zanotti (COR) – Julia Bianchi (AEK) – Carla Nunes (PAL) – Lelê (AEK)        |
| 2021 | Luciana (FER) – Bruna Calderan (PAL) – Érika (COR) – Agustina (PAL) – Yasmim (COR) – Ingryd (COR) – Tamires (COR) – Gabi Zanotti (COR) – Julia Bianchi (PAL) – Bia Zaneratto (PAL) – Adriana (COR)                     |
| 2022 | Lorena (GRE) – Fê Palermo (SPA) – Tamires (COR) – Ingrid (INT) – Tarciane (COR) – Diany (COR) – Ary Borges (PAL) – Duda Sampaio (INT) – Gabi Zanotti (COR) – Bia Zaneratto (PAL) – Adriana (COR)                       |